# Elena van Roemenië
Elena van Roemenië (Lausanne, 15 november 1950) is een dochter van de voormalige koning Michaël I van Roemenië en Anne van Bourbon-Parma.

## Leven
Elena werd geboren in Lausanne, Zwitserland en trouwde op 20 juli 1983 met Robin Medforth-Mills (8 december 1942 – 2 februari 2002) in Durham en later  nogmaals in een Griekse Orthodoxe kerk, op 24 september 1983 in Lausanne. Ze kregen twee kinderen:
- Nicholas Michael (1 april 1985)
- Elizabeth Karina (4 januari 1989)

Elena en Robin scheidden van elkaar op 28 november 1991. Elena hertrouwde op 14 augustus 1998 met Alexander McAteer (22 oktober 1964) in Peterlee (Engeland). Ze is tweede in lijn van de Roemeense troonopvolging, en 83ste in lijn van de Britse troonopvolging, haar kinderen 84ste en 85ste.
Elena heeft nog een oudere zus en drie jongere zussen: Margaretha, Irina, Sofia en Maria.